# Marco Enrico Bossi
Marco Enrico Bossi (Salò, 25 aprile 1861 – Oceano Atlantico, 20 febbraio 1925) è stato un compositore e organista italiano.

## Biografia

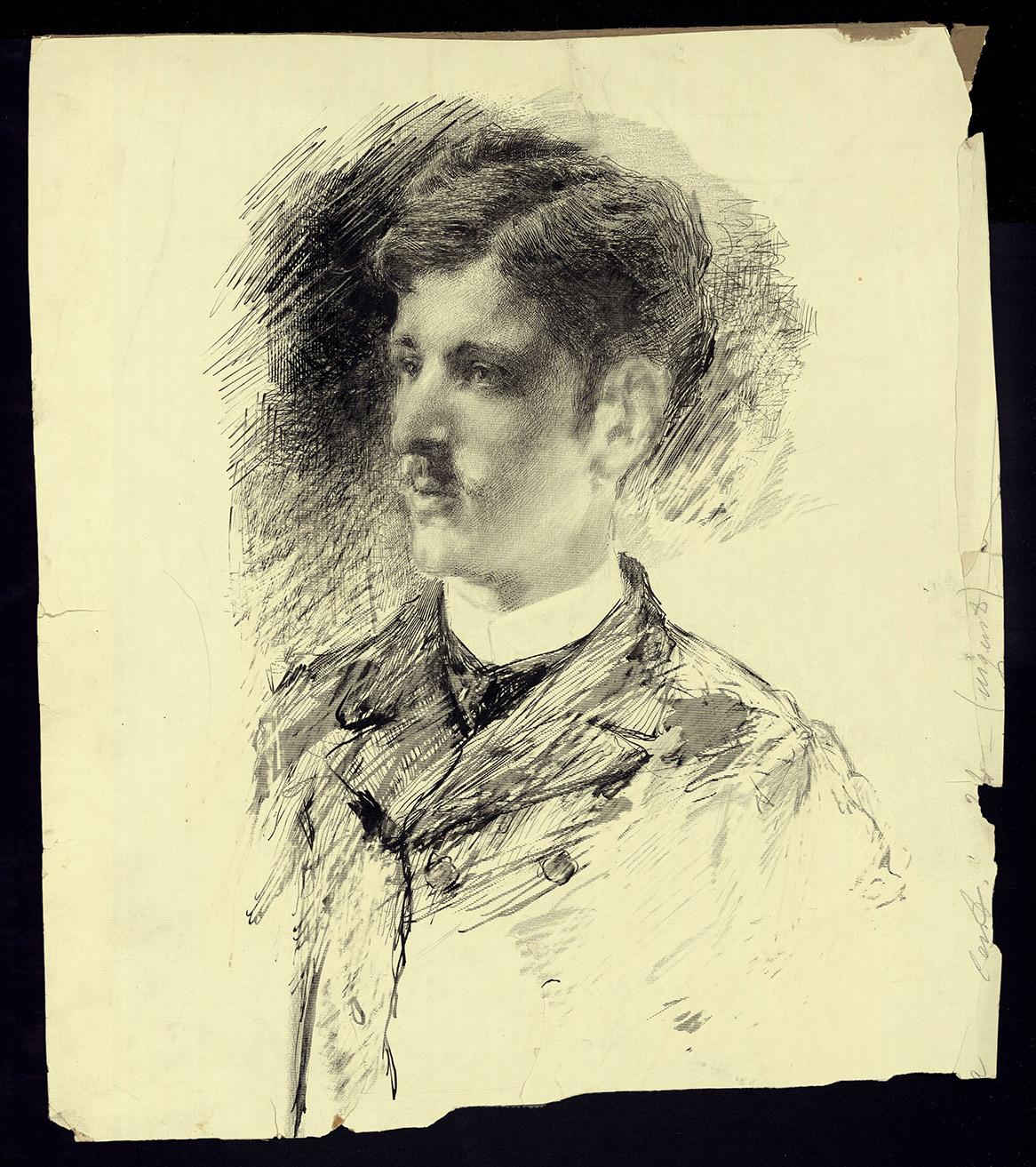
Ritratto di Marco Enrico Bossi

Appartenente a una famosa famiglia di organisti, Bossi nacque a Salò (sulle rive del lago di Garda).
Frequentò per due anni (1871-1873) il liceo musicale di Bologna, mentre studiò per i successivi otto al Conservatorio di Milano.
Il decennio di studi non valse, però, al conseguimento del diploma in organo (le ragioni di questo fatto sono da trovarsi nei contrasti con il maestro Polibio Fumagalli): Bossi proseguì all'estero la sua formazione organistica, avendo deciso di sua volontà di non conseguire il titolo in Italia.
Ben presto conseguì un grande successo, in Europa e nel mondo: già all'età di diciotto anni, infatti, venne applaudito a Londra, e negli Stati Uniti, inoltre fu organista e maestro di cappella nella cattedrale di Como (vi fece realizzare 2 nuovi organi dal costruttore Bernasconi di Varese) ed insegnò armonia ed organo e composizione organistica al Conservatorio di Napoli.
Nel 1883 nacque suo figlio, Renzo Rinaldo Bossi, il quale diventerà compositore a sua volta.
Successivamente insegnò al Conservatorio di Napoli e diresse i licei musicali in varie città: tra il 1895 e il 1902 a Venezia, dal 1902 al 1911 a Bologna, dal 1916 al 1922 al Santa Cecilia di Roma.

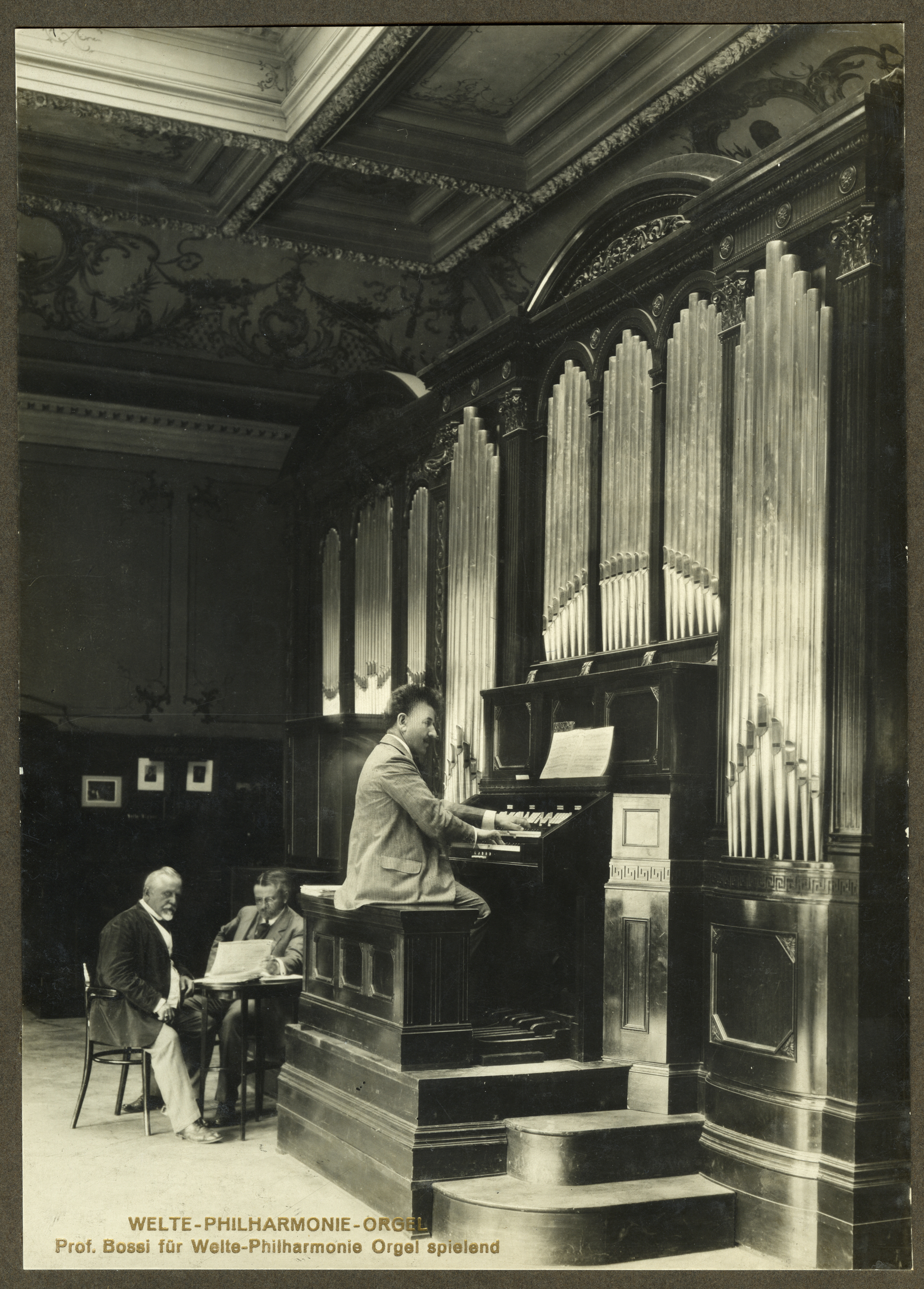
Sessione di registrazione con Bossi per il Welte-Philharmonic-Organ, 1912

Bossi fu sicuramente una personalità di spicco nel panorama musicale italiano (e internazionale). Oltre ai pezzi da concerto, sono notevoli le sue composizioni liturgiche. Nel settembre 2005, al Teatro Comunale di Bologna è stato eseguito, in prima assoluta, il poema melodrammatico Malombra, in tre atti e un prologo. L'edizione di questo lavoro venne curata dai musicologi Pierangelo Valtinoni, Francesco Erle e Marco Manzardo.
Tra le sue opere, che ebbero maggior successo in altri Paesi europei, come la Germania, rispetto all'Italia si annoverano Il viandante ("Der Wanderer") suonata a Mannheim nel 1906, gli oratori Paradiso perduto e Giovanna d'Arco, il sinfonico Intermezzi goldoniani e il Concerto per organo e orchestra, la particolare musica da camera Santa Caterina da Siena.
Fra i suoi allievi si ricorda Vera Gobbi Belcredi.
Morì il 20 febbraio 1925 per emorragia cerebrale sul bastimento francese De Grasse durante la traversata atlantica da New York a Le Havre, ritornando da una trionfale tournée negli Stati Uniti.
Dal punto di vista compositivo, il suo stile si può assimilare al tardoromanticismo guidato da Brahms.
Bossi si è distinto per il coraggioso tentativo di proporre anche musica strumentale, in un contesto ormai dominato dal melodramma.

## Opere
Tra le composizioni di Bossi:

### Organo solo
- Ouverture per organo op. 3
- Intermezzo Tragico op. 10
- Scherzo in Fa maggiore op. 49 n 1
- Scherzo in Sol minore op. 49 n 2
- Inno Trionfale op. 53
- Res Severa Magnum Gaudium: Prima Suite di 4 pezzi per organo op. 54:
  - Preludio
  - Allegro moderato
  - Corale
  - Fuga
- 4 pezzi op. 59:
  - Toccata
  - Pastorale
  - Meditazione
  - Offertorio
- Prima Sonata in re minore op. 60
- Fuga sul tema Feda a Bach  op. 62
- Fantaisie op. 64
- Marcia di Processione op. 68
- 6 pezzi op. 70:
  - Prélude
  - Musette
  - Choral
  - Scherzo
  - Cantabile
  - Alleluja Final
- Seconda Sonata op. 71
- Marche héroïque op. 72
- 3 pezzi op. 74:
  - Preghiera
  - Siciliana
  - Offertorio
- Westminster Abbey. Hymne of Glory/Hymne de Gloire op. 76 für Orgel solo oder Orgel und Chöre
- Studio Sinfonico op. 78
- 3 pezzi op. 92:
  - Chant du soir
  - Idylle
  - Allegretto
- 2 pezzi op. 94:
  - Élevation
  - Noël
- 3 Stücke op. 97
  - Andante con moto
  - Aspiration
  - Grand Chœur
- 5 pezzi op. 104:
  - Entrée Pontificale do maggiore
  - Ave Maria Fa maggiore
  - Offertoire re minore
  - Résignation sol maggiore
  - Rédemption do maggiore
- Savoya-Petrovich. Marcia Nuziale/Hochzeits-Marsch op. 110 Nr. 4
- 5 pezzi op. 113:
  - Offertorio
  - Graduale
  - Canzoncina a Maria Vergine
  - In memoriam
  - Laudate Dominum
- Tema e Variazioni op. 115
- 10 composizioni op. 118:
  - Preludio
  - Fughetta
  - Pastorale
  - Angelus à 3
  - Toccata di Concerto
  - Melodia
  - Invocazione
  - Marcia festiva
  - Intermezzo à 3
  - Finale
- Coprifuoco op. 127 Nr. 3
- Pièce héroïque in re minore op. 128
- Konzertstück in do minore op. 130
- 5 pezzi in stile libero op. 132:
  - Legende Leggenda
  - Trauerzug Corteggio funebre
  - Ländliche Szene Scena pastorale
  - Stunde der Weihe Hora mystica
  - Stunde der Freude Hora gaudiosa
- Improvisation op. 134 Nr. 2
- 3 Momenti francescani op. 140:
  - Fervore
  - Colloquio colle rondini
  - Beatitudine
- Meditazione in una Cattedrale op. 144
- 2 Morceaux caractéristiques senza numero d'Opus:
  - Preghiera. Fatemi la grazia
  - Marcia dei Bardi
- Intermezzo lirico in la bemolle maggiore senza numero d'Opus
- Flora mistica senza numero d'Opus
- Postludio in mi minore senza numero d'Opus
- Ave Maria senza numero d'Opus
- Scherzo (terzo tempo della Sinfonia tematica) senza numero d'Opus
- Rapsodia senza numero d'Opus

### Organo e altri strumenti
- Adagio in la bemolle maggiore op. 84 per violino e organo
- Konzertstück in do minore op. 130  [1908], per organo. orchestra d'archi, due cornette in si bemolle, tromba in fa, due corni in fa, tre tromboni, Basso tuba, timpani e campana in do (o Tamtam)
- Entrata Pontificale op. 104 Nr. 1 per due organi
- Monumentale il Concerto op. 100 in si bemolle minore per Organo e Orchestra. Stroncato dalla critica nella primitiva versione (in particolare fu criticata la tonalità infelice per gli strumenti ad arco, e la poca preponderanza dell'Organo sul restante organico), fu rimaneggiato da Bossi e pubblicato con organico variato (Archi, quattro Corni, Timpani ed Organo) e nella tonalità di la minore.

È autore assieme a Giovanni Tebaldini del fortunato Metodo di studio per l'Organo moderno  (Milano, 1894), prima grande opera italiana in ambito di didattica organistica ispirata alla cultura del Movimento Ceciliano.
Carrara di Bergamo ha in corso l'edizione dell'opera integrale per organo di Bossi in 10 volumi. Mentre vari organisti ne stanno incidendo l'opera omnia: Andrea Macinanti per Tactus di Bologna; Maija Lehtonen per l’etichetta tedesca MDG.